# Taurer

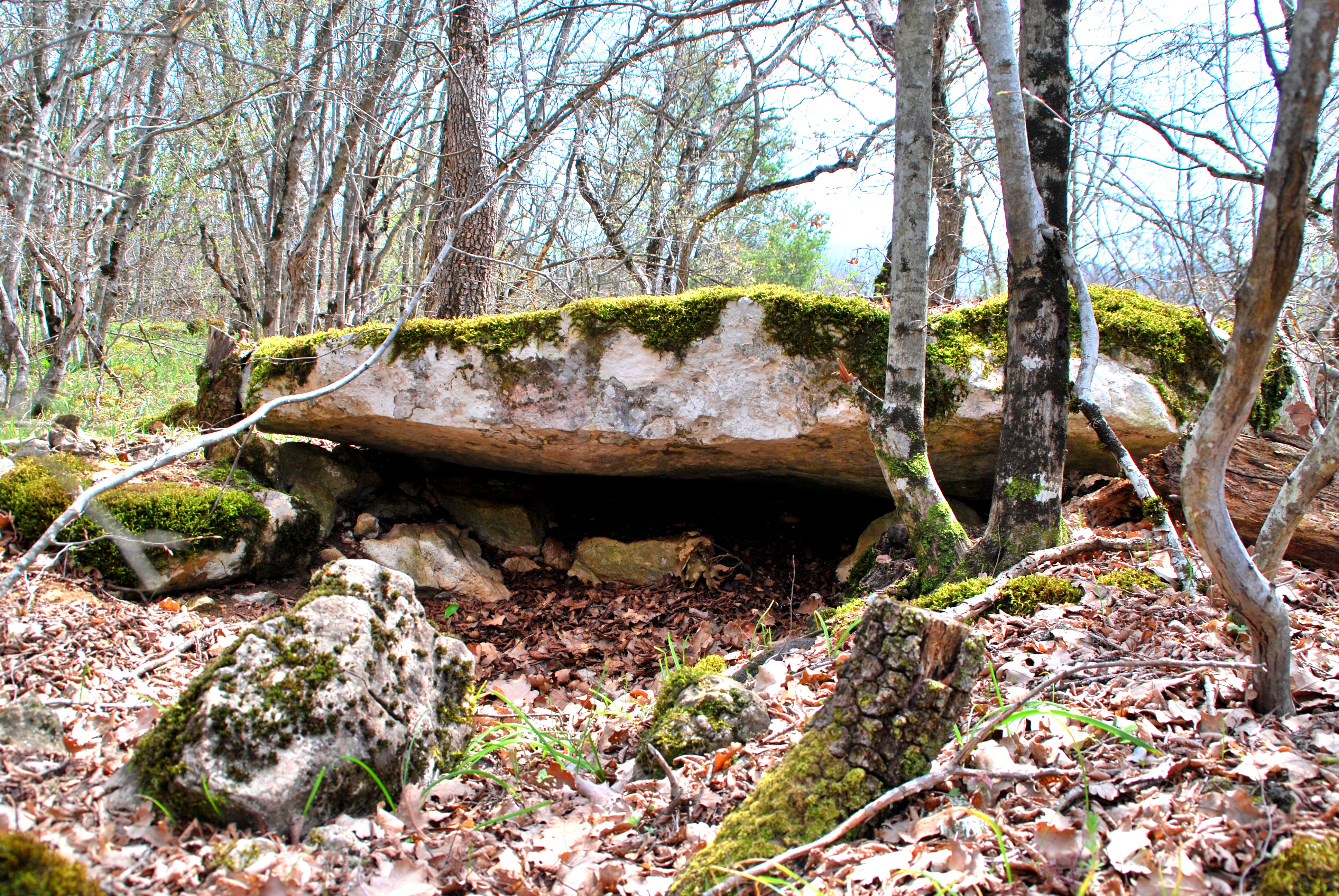
Taurisches Gräberfeld Tash-Koi westliche Gruppe

Mit Taurer (altgriechisch Ταῦροι Tauroi), ebenso Scythotaurer oder Tauroscythen, bezeichneten die Autoren des Altertums die vorskythische Bevölkerung auf der Halbinsel Krim, welche sie nach ihnen Chersonesos Taurike, Taurica oder Taurida nannten (siehe Hauptartikel Taurien).
Die Taurer waren demnach ein antikes Hirtenvolk, das vornehmlich auf der südlichen Krim siedelte. Durch pontische Griechen, die seit dem 7. Jahrhundert v. Chr. an den Küsten der Krim Kolonien gründeten, kam die griechische Welt in Berührung mit den Taurern und Skythen. Wissenschaftlich fassbar wird die Ethnie allerdings nur aus den Berichten der antiken Autoren. Archäologisch sind sie schwer von den Skythen und Sarmaten zu unterscheiden. Zwar rechnet man die bronzezeitliche Keramik zumeist den Taurern zu, allerdings besaß dieses Hirtenvolk keine schriftliche oder eigene Tradition. So bleiben wir auf die antiken Quellen angewiesen.

## Mythologie
Das Volk der Taurer unter ihrem König Thoas spielt eine bedeutende Rolle in den sagenhaften Erzählungen der Griechen um Iphigenie, die Tochter Agamemnons und Klytaimnestras, sowie ihren Bruder Orestes (siehe Atriden, Tantaliden).
Vor dem Auszug der Griechen in den Trojanischen Krieg soll Iphigenie von ihrem Vater der Göttin Artemis geopfert werden. Durch göttliches Eingreifen wird sie aber ins Land der Taurer entrückt. Hinter diesem Mythenkreis verbirgt sich vermutlich die Erinnerung an einen frühen Kult, verbunden mit Menschenopfern um die Göttin Iphigenie, die bei den Griechen mit dem Kult der Artemis verschmolzen wurde. Ein solches bedeutendes Kultzentrum einer jungfräulichen Göttin, der Artemis oder möglicherweise der Iphigeneia, von den Griechen schlicht Artemis Tauropolos genannt, muss es bei den Taurern gegeben haben. Ein anderes scheint aus Kleinasien in der Gegend von Täbris bezeugt.
Manche modernen Autoren nehmen an, dass die Iphigenie-Erzählung erst spät in den Sagenkreis der Atriden aufgenommen wurde, nachdem die Erzählung um Klytaimnestra und Agamemnon schon fertig ausgebildet war.

## Abstammung und Verwandtschaft
- Die Taurer werden als Verbündete der Skythen gegen die Perser erwähnt.[8]
- Sie werden als ein skythisches Volk bezeichnet.[9]
- Verschiedene Autoren haben die Taurer auch mit dem Kimmerer-Problem in Zusammenhang gebracht, zum Beispiel Hall (Hall 1989, 111). Er nimmt an, die Taurer seien Reste der auf die Krim abgewanderten und von den Skythen vertriebenen Kimmerer gewesen; diese Ansicht wird aber von anderen Autoren nicht geteilt. Andere wiederum haben vermutet, dass die Taurer eine vorkimmerische autochthone Bevölkerung waren.

Über die Sprache der Taurer ist nichts bekannt.